# Liste der Naturdenkmäler in Bad Berleburg
Die Liste der Naturdenkmäler in Bad Berleburg nennt die Naturdenkmäler in Bad Berleburg im Kreis Siegen-Wittgenstein in Nordrhein-Westfalen.

## Naturdenkmäler
| Reg.-Nr. | Bezeichnung                       | Lage                                                          | Beschreibung | Bild                            |
| -------- | --------------------------------- | ------------------------------------------------------------- | --- | ------------------------------- |
| ND 1     | Steinbruch am Dödesberg           | Nordwestlich von Girkhausen. (51° 7′ 50,2″ N, 8° 25′ 37,9″ O) | Steinbruch | Steinbruch am Dödesberg         |
| ND 2     | Eichen in der Dell                | Westlich Girkhausen. (51° 7′ 10,7″ N, 8° 27′ 1,1″ O)          | Zwei Einzelbäume |                                 |
| ND 3     | Linde an der Oster                | Östlich Girkhausen. (51° 6′ 59,7″ N, 8° 28′ 7,4″ O)           | Einzelbaum |                                 |
| ND 4     | Steinbruch Bubenkirchbachtal      | Nordöstlich Wunderthausen. (51° 6′ 34,2″ N, 8° 32′ 30,5″ O)   | Steinbruch mit Fossilien |                                 |
| ND 5     | Esche bei Jochumskopf             | Nordöstlich Wunderthausen. (51° 6′ 24,8″ N, 8° 31′ 52,3″ O)   | Einzelbaum |                                 |
| ND 6     | Ahorn am Schneidersberg           | Nördlich Wingeshausen. (51° 5′ 51,7″ N, 8° 17′ 18,7″ O)       | Einzelbaum |                                 |
| ND 7     | Ahorn „Oben an der Mühle“         | Nordwestlich Wingeshausen. (51° 5′ 33,9″ N, 8° 14′ 17,7″ O)   | Einzelbaum (Bergahorn) |                                 |
| ND 8     | Eiche beim Forsthaus Ihrige       | Nördlich Wingeshausen. (51° 5′ 26,9″ N, 8° 16′ 35″ O)         | Einzelbaum (Stieleiche) |                                 |
| ND 9     | Goldeiche                         | Nordöstlich Wingeshausen. (51° 5′ 7,5″ N, 8° 26′ 57,2″ O)     | Einzelbaum |                                 |
| ND 10    | Eiche im kleinen Rüsselsbachtal   | Nordöstlich Wingeshausen. (51° 5′ 7,1″ N, 8° 26′ 50,3″ O)     | Einzelbaum |                                 |
| ND 11    | Buche an der Sommerseite          | Westlich Diedenshausen. (51° 4′ 51,9″ N, 8° 29′ 22,9″ O)      | Einzelbaum |                                 |
| ND 12    | Eiche beim Birkenhof              | Östlich Wemlighausen. (51° 4′ 53,6″ N, 8° 26′ 5,2″ O)         | Einzelbaum |                                 |
| ND 13    | Eiche am Westerbach               | Westlich Wemlighausen. (51° 4′ 0,8″ N, 8° 16′ 26,1″ O)        | Einzelbaum |                                 |
| ND 14    | Eichen auf dem Kriegersschlädchen | Südöstlich Wingeshausen. (51° 3′ 48,8″ N, 8° 18′ 15,7″ O)     | Zwei Einzelbäume |                                 |
| ND 15    | Eiche am Sähling                  | Nördlich Bad Berleburg. (51° 3′ 49″ N, 8° 24′ 20,6″ O)        | Einzelbaum |                                 |
| ND 16    | Buche in Weidungen                | Östlich Berleburg. (51° 3′ 32,4″ N, 8° 25′ 28,9″ O)           | Einzelbaum |                                 |
| ND 17    | Eiche am Adelbach                 | Nördlich Aue. (51° 3′ 13,2″ N, 8° 18′ 13,4″ O)                | Einzelbaum |                                 |
| ND 18    | Kastanien am Großen Berleburg     | Westlich Bad Berleburg. (51° 3′ 13,9″ N, 8° 23′ 2,6″ O)       | Fünf Einzelbäume (Rosskastanien) |                                 |
| ND 19    | Eiche auf der Kappelwiese         | Südlich Aue. (51° 3′ 4,4″ N, 8° 17′ 22,2″ O)                  | Einzelbaum |                                 |
| ND 20    | Kugeleiche auf dem Spielacker     | Westlich Bad Berleburg. (51° 3′ 3,1″ N, 8° 22′ 32,5″ O)       | Einzelbaum |                                 |
| ND 21    | Steinbruch Garsbach               | Südlich Alertshausen. (51° 2′ 52,3″ N, 8° 30′ 30,3″ O)        | Steinbruch |                                 |
| ND 22    | Eiche hinter der Lenne            | Östlich Bad Berleburg. (51° 2′ 33,9″ N, 8° 24′ 27″ O)         | Einzelbaum |                                 |
| ND 23    | Felsklippen mit Buchen Bilsburg   | Südwestlich Aue. (51° 2′ 29,8″ N, 8° 16′ 8,8″ O)              | Felsklippe mit Rotbuchen | Felsklippen mit Buchen Bilsburg |
| ND 24    | Quarzitfelsen Meckhausen          | Nördlich Dotzlar. (51° 2′ 3″ N, 8° 24′ 32,9″ O)               | Natürliche Quarzitfelsbänder |                                 |
| ND 25    | Ahorn in der Heller               | Nordwestlich Schwarzenau. (51° 1′ 50,6″ N, 8° 27′ 23,5″ O)    | Einzelbaum (Bergahorn) |                                 |
| ND 26    | Eichen bei der alten Mühle        | Nördlich Raumland. (51° 1′ 46,6″ N, 8° 23′ 3,8″ O)            | Zwei Einzelbäume |                                 |
| ND 27    | Eiche hinterm Wolpfad             | Östlich Elsoff. (51° 1′ 32,7″ N, 8° 31′ 46,9″ O)              | Einzelbaum |                                 |
| ND 28    | Quarzitfelsen Heßlar              | Südwestlich Raumland. (51° 1′ 26,5″ N, 8° 23′ 0,3″ O)         | Natürliche Felsen |                                 |
| ND 29    | Erle am Wehrrain                  | Nördlich Dotzlar. (51° 1′ 27,5″ N, 8° 24′ 53,4″ O)            | Einzelbaum (Roterle) |                                 |
| ND 30    | Eiche Hof Rinthersbach            | Nördlich Hemschlar. (51° 1′ 16,1″ N, 8° 21′ 32,6″ O)          | Einzelbaum (Hofeiche) |                                 |
| ND 31    | Kirsche am Rinthersbach           | Südlich Hemschlar. (51° 1′ 14,8″ N, 8° 21′ 25,7″ O)           | Einzelbaum (Vogelkirsche) |                                 |
| ND 32    | Steinbruch Pustenberg             | Nördlich Hemschlar. (51° 1′ 10,4″ N, 8° 22′ 13,6″ O)          | Steinbruch mit Fossilien |                                 |
| ND 33    | Quarzitfelsen Burg Dotzlar        | Nordwestlich Dotzlar. (51° 1′ 7″ N, 8° 24′ 7,2″ O)            | Natürlicher Felsen |                                 |
| ND 34    | Friedenseiche                     | Nördlich Arfeld. (51° 0′ 54,6″ N, 8° 26′ 14,3″ O)             | Einzelbaum |                                 |
| ND 35    | Eiche im Ahlen                    | Südwestlich Arfeld. (51° 0′ 43,3″ N, 8° 25′ 40″ O)            | Einzelbaum |                                 |
| ND 36    | Eiche bei Gersbach                | Östlich Arfeld. (51° 0′ 36,2″ N, 8° 27′ 19,5″ O)              | Einzelbaum |                                 |
| ND 37    | Buchen am Hainbuchenscheid        | Nördlich Beddelhausen. (51° 0′ 30,5″ N, 8° 30′ 0,5″ O)        | Zwei Einzelbäume (Rotbuchen) |                                 |
| ND 38    | Steinbruch Gersbach               | Östlich Arfeld. (51° 0′ 29,3″ N, 8° 27′ 13,8″ O)              | Der Aufschluss schließt den seltenen Liegenden Alaunschiefer auf und ist deshalb besonders schützenswert. Ein weiterer kleiner Aufschluss oberhalb auf der Kuppe zeigt den Übergang zu den Kulm-Kieselschiefern. |                                 |
| ND 39    | Eiche am unteren Mühlbach         | Südlich Arfeld. (51° 0′ 4,2″ N, 8° 26′ 6,1″ O)                | Einzelbaum |                                 |
| ND 40    | Geotop Beddelhausen               | Südlich Beddelhausen. (50° 59′ 52,6″ N, 8° 29′ 18,6″ O)       | Zwei Steinbrüche. Der untere (Nationales Geotop) schließt eindrucksvoll gefaltete Kieselschiefer auf. Der obere schließt die fossilreichen Kieseligen Übergangsschichten auf.                                    |                                 |
| ND 41    | Buche am Ennersbach               | Südlich Beddelhausen. (50° 59′ 38,7″ N, 8° 29′ 19″ O)         | Einzelbaum (Rotbuche) |                                 |
| ND 42    | Eiche Oberm Peffgrund             | Nordwestlich Richstein. (50° 59′ 17,2″ N, 8° 26′ 40,5″ O)     | Einzelbaum |                                 |
| ND 43    | Steinbruch Steiniger Kopf         | Westlich Stünzel. (50° 58′ 38″ N, 8° 19′ 57,6″ O)             | Steinbruch |                                 |
| ND 44    | Linde Hülshof                     | Südwestlich Richstein. (50° 58′ 18,4″ N, 8° 25′ 18,3″ O)      | Einzelbaum |                                 |
| 3        | 1 Eiche                           | Aue; Unterm Hammer                                            | |                                 |
| 5        | 1 Kugeleiche                      | Berleburg; Espeweg 14                                         | |                                 |
| 5        | 1 Eiche                           | Berleburg; Sählingstr. 28b, beim Feuerwehrhaus                | |                                 |
| 8        | 1 Kastanie                        | Berleburg; Astenbergstr. 6                                    | |                                 |
| 9        | 5 Kastanien                       | Berleburg; Im großen Berlebach                                | |                                 |
| 12       | 1 Eiche                           | Berleburg; Ederstr. 32                                        | |                                 |
| 17       | 1 Eiche                           | Berghausen; Friedhof                                          | |                                 |
| 18       | 1 Eiche                           | Dotzlar; Laubrother Str. 3                                    | |                                 |
| 19       | 1 Ahorn                           | Elsoff; Kirchstraße, an der Schule                            | |                                 |
| 23       | 1 Eiche                           | Hemschlar; Ecke Am Rundweg / Neue Straße                      | |                                 |
| 26       | 1 Linde                           | Raumland; Bonifatiusstr. 4                                    | |                                 |
| 27       | 1 Linde                           | Raumland; bei der Kirche                                      | |                                 |
| 28       | 1 Eiche                           | Rinthe; Rinther Str. 4                                        | |                                 |
| 29       | 1 Esche                           | Schwarzenau; Im Schlosspark                                   | |                                 |
| 30       | 3 Eichen                          | Wingeshausen; Kirchplatz 1, bei der Kirche                    | |                                 |
| 32       | 1 Buche                           | Wunderthausen; Auf der Leie 1                                 | |                                 |
| 33       | 1 Linde                           | Wunderthausen; Hallenberger Str. 21, an der Kirche            | |                                 |